# Kostel svaté Anny (Libínské Sedlo)
Kostel svaté Anny se nachází ve vsi Libínské Sedlo, části města Prachatice. Je zasvěcen svaté Anně a odkazuje na ochranu poutníků a horníků.
Kostel se nachází v centru obce při hlavní silnici Prachatice-Volary. Kostel sv. Anny je kvalitním příkladem nejstarších církevních staveb v regionu. Založení kostela v této lokalitě dokládá značný význam dopravní tepny Zlaté stezky. Příjezd z Českých Budějovic po silnici č. 20 a 145 přes Netolice, z Vodňan po silnici č. 141 přes Bavorov. Kostel se nachází u hlavní silnice na návsi obce Libínské sedlo.

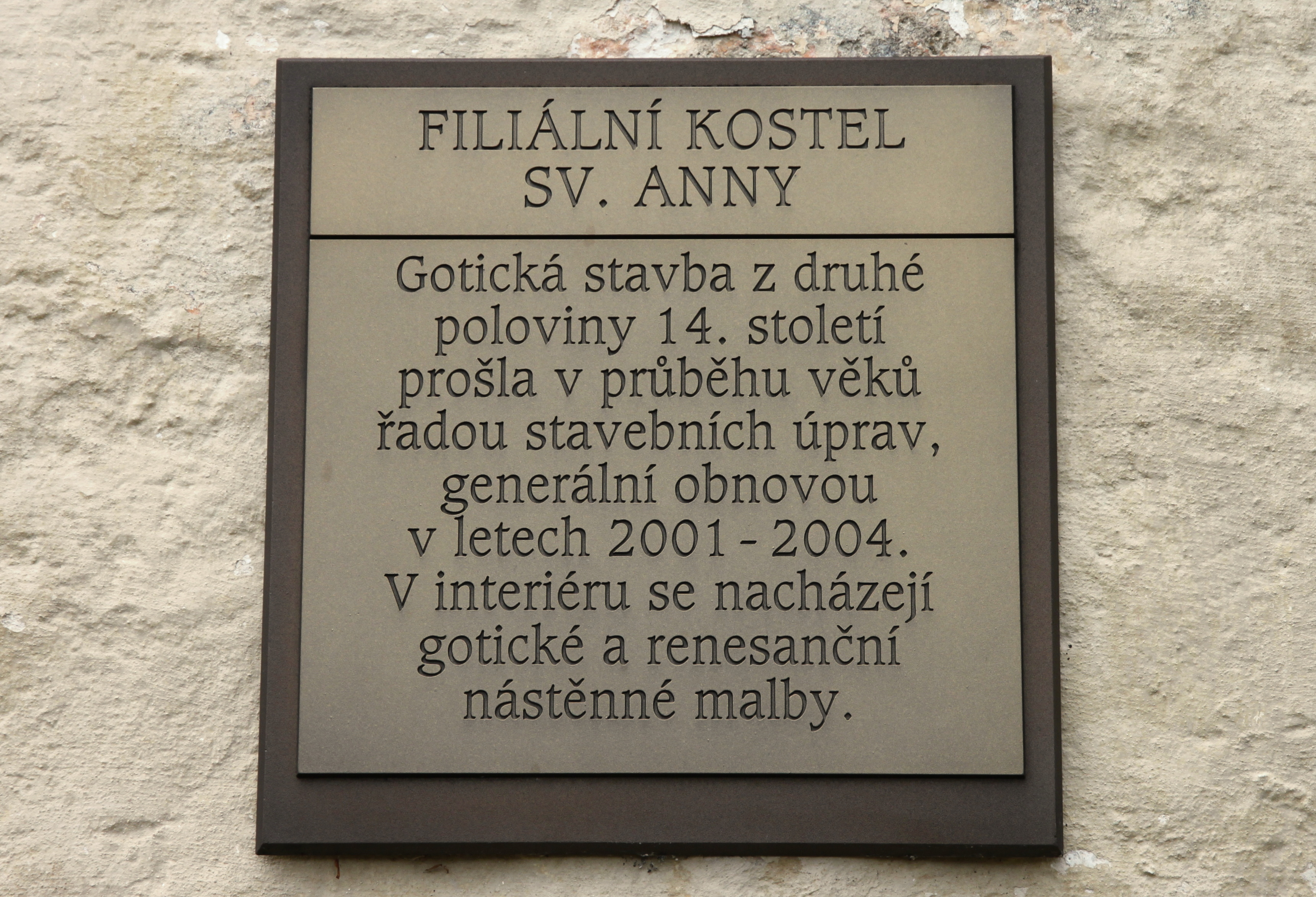
Filiální kostel sv. Anny, Libínské Sedlo

## Historie
Ves Libínské Sedlo (původně Fefry), ve které se kostel nachází, byla oficiálně založena až roku 1351. Avšak s největší pravděpodobností byla obývána už dříve. Přestože první dochovaná písemná zpráva o kostele pochází z roku 1531, průzkumy odhalují, že kostel byl založen již na počátku 15. století. Došlo k tomu pravděpodobně o několik desetiletí později než byly založeny Fefry. Kostel vytvářeli stejní pracovníci, kteří již stavěli kostel svatého Jakuba v Prachaticích. Nejstarší součástí kostela jsou pravděpodobně trámy krovu lodi, které byly káceny v roce 1458 dle dendrochronologického datování a lze předpokládat, že krov pochází z doby výstavby kostela.
V první fázi výstavby byla utvořena hlavní loď s krovem a presbytář s klenbou, střešními štíty a vnějšími opěrnými pilíři. Později byla na jižní stěnu připojena drobná předsíň se sedlovou střechou. Dobu, kdy byla věž přesně přistavěna neznáme, ale lze předpokládat, že to bylo před tím, než byl připojen zvon, který je datován od roku 1525.
Kvůli zchátralosti byl původní krov presbytáře brzy nahrazen novým strmějším a o něco výše položeným krovem.
V 17. století došlo k proražení okna na severní straně lodi za účelem většího osvětlení interiéru. V roce 1733 byla zaznamenána velká vichřice, která značně poškodila kostel. Za účelem oprav škod dostal kostel nový vzhled. Došlo k opravě střech, omítek i oken, která byla rozšířena, a došlo k zazdění nedávno proraženého okna ze 17. století. V tomto období se okna dočkala stavu, ve kterém je známe dnes.
Během 19. století došlo k větším úpravám při přestavbě interiéru. Bylo vybudováno nové schodiště na hudební kůr. V roce 1881 byla podlaha kostela vydlážděna kamennými deskami a o rok později byla vydlážděna i podlaha sakristie.
Ve 20. století došlo k úpravám omítek a také byla odstraněna hřbitovní zeď. Kostel se od té doby nachází na volném prostranství.

## Stavební fáze
Kostel sv. Anny řadíme do období 1. čtvrtiny 14. století s pozdně gotickými úpravami, věž byla přistavěna v 2. polovině 16. století. Roku 1732 prasklo gotické klenutí sakristie, proběhla přestavba, při které byla zvětšena okna, okno za hlavním oltářem bylo zazděno, zeď lodi byla zvýšena a přikryta rákosovým stropem. Roku 1732 udeřil blesk do věže a způsobil další škody, mj. odkryl jednu stranu věže krytou prejzami. To se ovšem do roku 1800 opakovalo několikrát, proto byly prejzy vyměněny za šindele. Jak ukazují nápisy na triumfálním oblouku, kostel byl renovován v letech 1733, 1849, 1864, 1876 a 1899. Roku 1864 byl opraven kůr a roku 1899 strop lodi.

## Stavební podoba
Jedná se o gotický orientovaný kostel se sakristií na severní straně a věží na straně jižní. Presbytář (6 m délky a 5,50 m šířky) o dvou polích, která jsou polygonálně zakončena třemi stranami osmihranu. Klenba je sklenuta do žeber, která se opírají o konsoly jednoduchých hrotových tvarů, na jedné je primitivně provedený lidský obličej. Svorníky jsou okrášleny růžicemi: pětilistou a šestidílnou geometrickou. Nároží presbytáře jsou zesílena mohutnými opěrnými pilíři. Triumfální oblouk je do ostrého oblouku sklenutý. Přistavěná je sakristie klenutá plochostropě. Loď (9,30 délky a 8,30 m šířky) má rákosový strop. Hudební kůr spočívá na dvou zděných sloupech a je podklenut, Před jižním vchodem stávala kobka, která byla zvýšena v mírně vysokou věž.
Zasazení do krajiny a historický význam místa: Kostel sv. Anny se nachází v centru obce při hlavní silnici Prachatice-Volary. Kostel sv. Anny je kvalitním příkladem nejstarších církevních staveb v regionu. Založení kostela v této lokalitě dokládá značný význam dopravní tepny Zlaté stezky.

## Popis exteriéru
Kostel se skládá z jedné lodi zakončené trojbokým presbytářem s neodstupňovanými opěrnými pilíři. Na jižní straně byla později přistavěna věž hranolového tvaru a na severní straně byla přistavěna sakristie. Hlavní loď je zastřešena sedlovou střechou pokrytou šindelem. Střecha nad presbytářem je také pokryta šindelem a je ukončena trojbokou valbou. Střecha nad sakristií je pultová a věž má kuželovou střechu na čtvercovém půdorysu. Přístavek vnitřního schodiště má střechu pultového tvaru pokrytou plechem. Okna jsou rozdělena okenními tabulkami do 8 polí a mají podlouhlý obdélníkový tvar. V závěru presbytáře je vždy jedno okno mezi opěrnými pilíři, avšak ve východním úseku je okno pouze namalované. Fasáda je hladká a pokryta bílou omítkou. Celý vzhled doplňuje pískově žlutá a šedá omítka. Kostel je obohacen barevnou dekorací - některá okna jsou pouze namalována na fasádě. Věž je barevnými pásy rozdělena na tři úseky a v každém se nachází obdélníkové okno.

## Popis interiéru

### Hlavní loď
Loď je obdélníkového půdorysu a po obvodu jsou čtyři dvoukřídlá okna. Je dlouhá 9,3 metrů a široká 8,3 metru. Na západní straně je vstupní portál s ostěním tesaným ze žuly. Kruchta je podklenuta třemi plackovými klenbami na pilíře a polopilíře u zdí kostela, které oddělují jednotlivá klenební pole podkruchtí, jsou opatřeny patkou. Na severní i jižní stěně hlavní lodi se nacházely malby z renesančního a gotického období. V obou východních rozích lodi se nacházejí barokní oltáře. Po stěnách v úrovni dolních hran oken jsou háčky, na které jsou zavěšeny obrazy s motivem křížové cesty. V lodi jsou rovnoměrně umístěny dřevěné lavice. V zadní části lodi se nachází kruchta, ve které jsou dřevěné lavice s klekátky a malé pódium. 

#### Krov
Krov lodi prošel řadou rekonstrukcí, které se často nevyhnuly improvizovaným řešením.

### Presbyterium
Kněžiště má tvar protáhlého obdélníku zakončeného na východní straně trojboce. Je dlouhé 6 metrů a široké 5,5 metru. Podlaha je zde ze žulových desek a je o dva schody vyvýšena než loď. Okna tvarem i velikostí odpovídají oknům v hlavní lodi. Na východní straně je zazděné gotické okno, které má tvar jeptišky. Klenba je tvořena dvěma poli, jedno pole je zaklenuto křížovou klenbou a druhé v závěru paprsčitě. Podle rozdílné profilace výběhů žeber a také podle nepravidelných zlomených křivek lze usoudit, že klenba byla přidána o něco později. Konzoly mají tvar několikastranných jehlanců, na které plynule navazují zalomená žebra a obohaceny jsou římsičkami. V jihovýchodním koutě má konzola válcovitý tvar, který připomíná lidský obličej. V severní stěně presbyteria byl do zdiva současně se stavbou vsazen výklenek pro bezpečné uložení hostií. Sanktuarium bylo vyzdobeno nástěnnými malbami, aby zdůraznilo důležitost uložených svátostí.

### Sakristie
V sakristii je podlaha snížená o jeden schod než v kněžišti. Je zřejmé, že tato místnost byla přistavěna dodatečně. Nachází se zde tři okna, sakristie je zaklenuta plackovou klenbou.

## Půdorys objektu

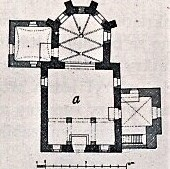
Půdorys kostela svaté Anny na Libínském Sedle

## Zajímavosti
V roce 2001 došlo na severní zdi lodi k odpadnutí mladší omítky a byly odkryty gotické nástěnné malby zobrazující Poslední soud a obraz Nanebevzetí Panny Marie. Další malby byly odkryty v presbytáři.
U obrazu posledního soudu je po pravé straně Krista namalována lilie a meč, které symbolizují nevinné a provinilé. Obraz je rámován gotickým rostlinným rámem (granátová jablka, hrozny, listy, atd.).
Zajímavým obrazem je rytá kresba architektury nebeského Jeruzaléma. Nejstarší dochovaná kresba pochází z výstavby kostela a je schovaná pod dvěma dalšími nástěnnými malbami v presbytáři v horní části druhého pole severní stěny. Je zde zobrazen Kristus v Getsemanské zahradě. I když se dochovaly pouze fragmenty kompozic maleb, jde o významnou památku.
Varhany pochází z kostela svatého Jana Křtitele v Netolicích, zrušeného v roce 1788. V letech 1788 až 1853  byly součástí kostela Povýšení svatého Kříže v Korkusově Huti.

## Galerie

### Interiér

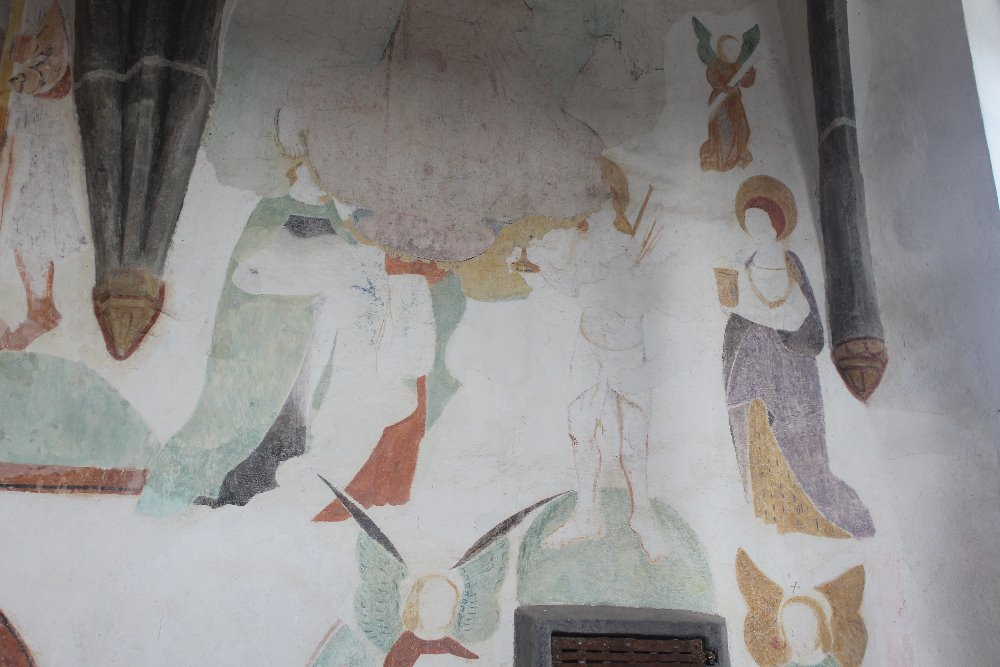
Malba interiér
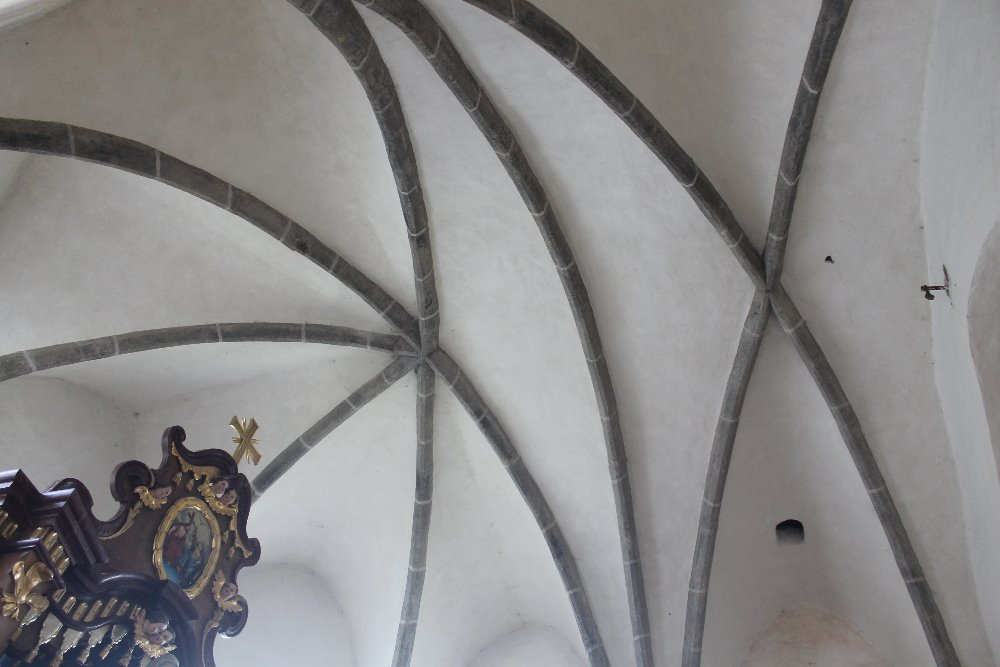
Klenba v presbytáři
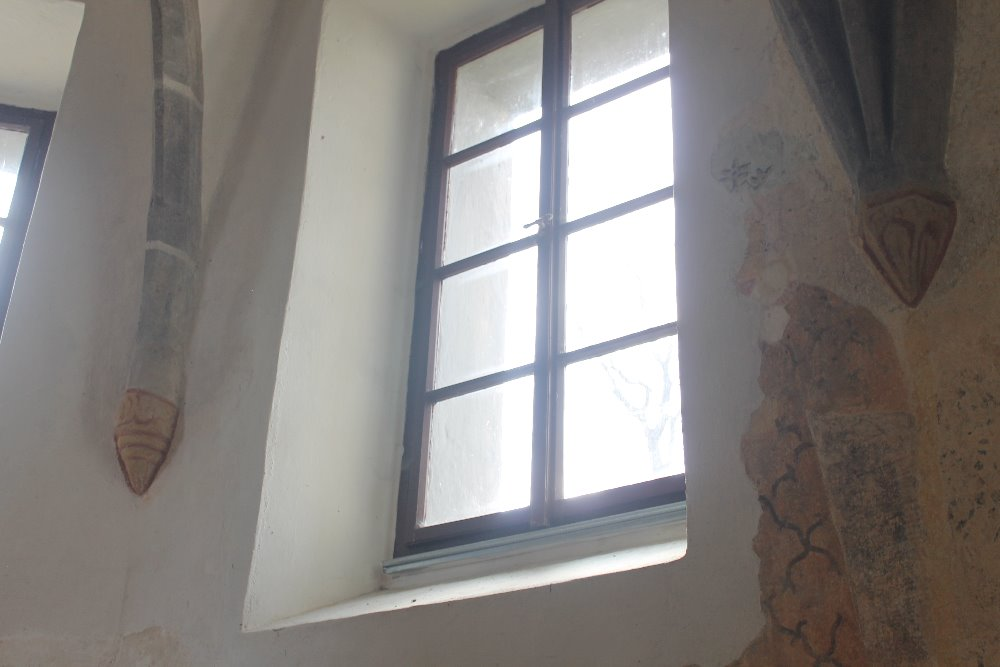
Okno v presbytáři
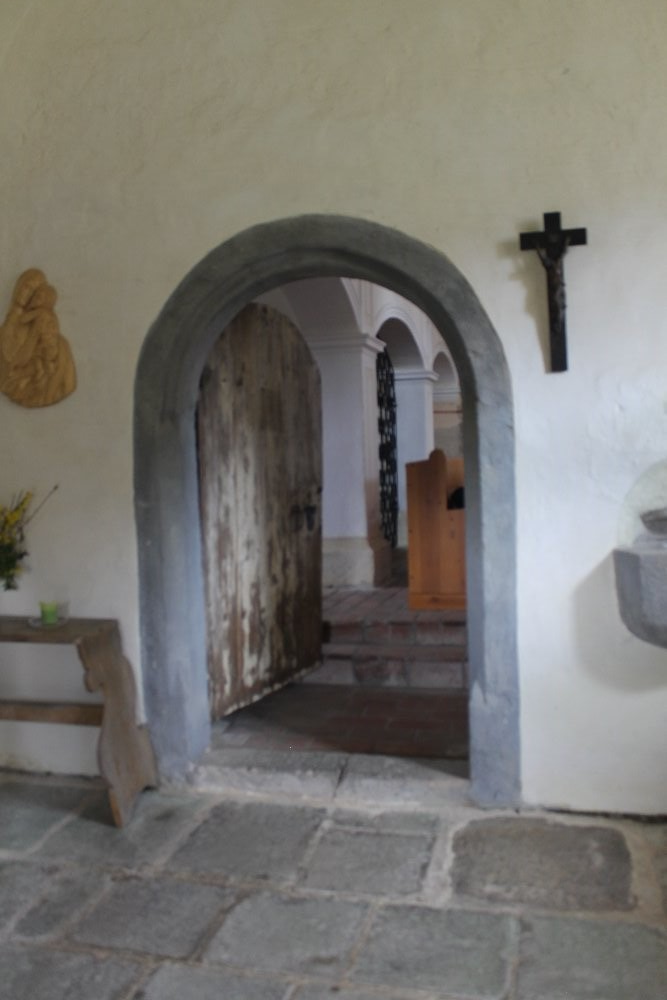
Vstup do hlavní lodi
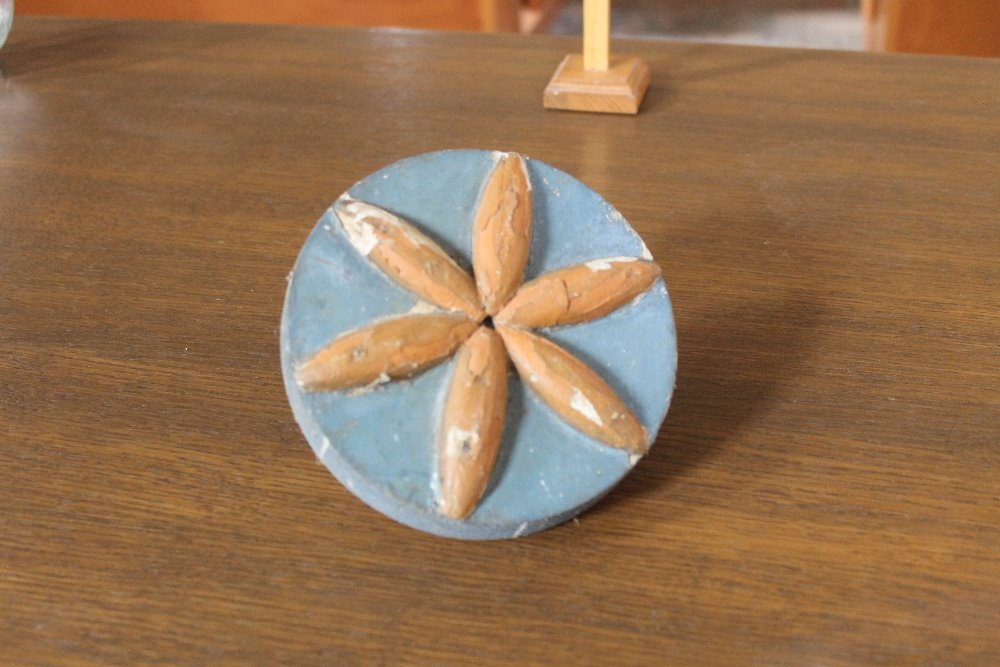
Svorník
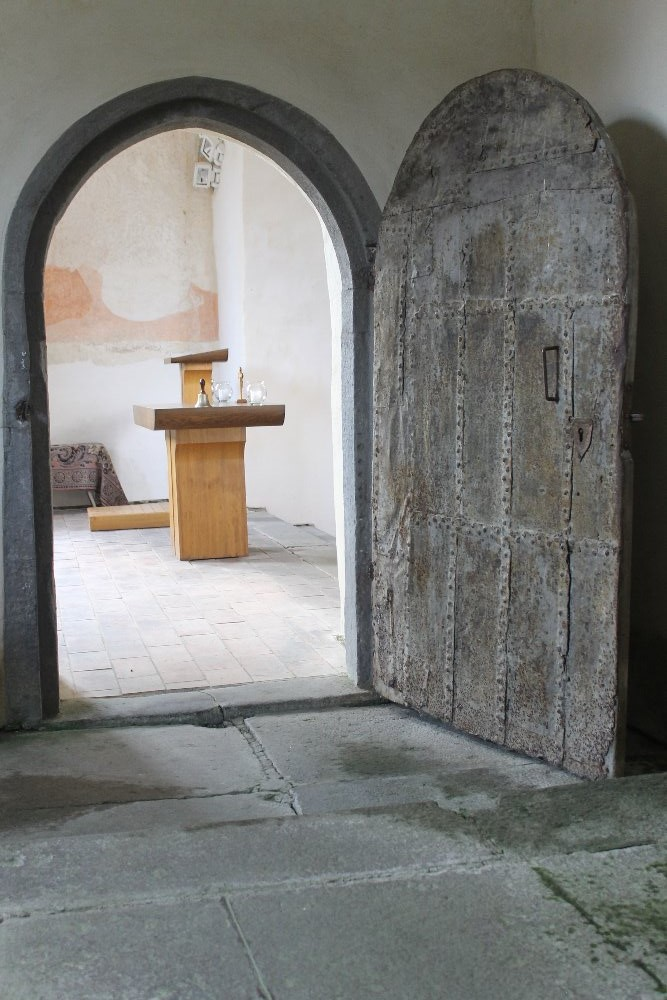
Vstup ze sakristie
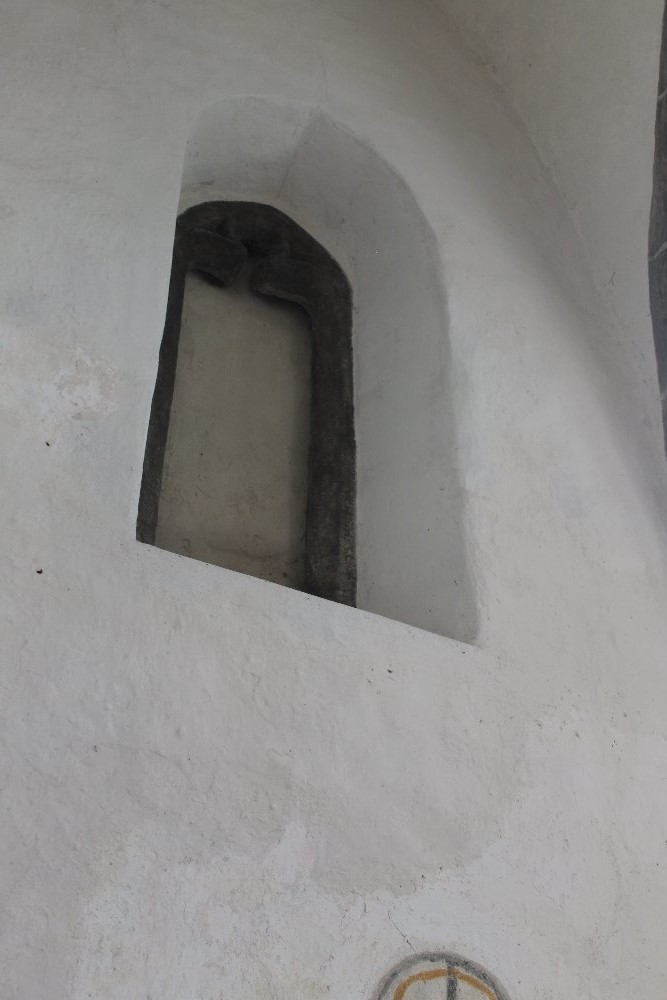
Zazděné okno
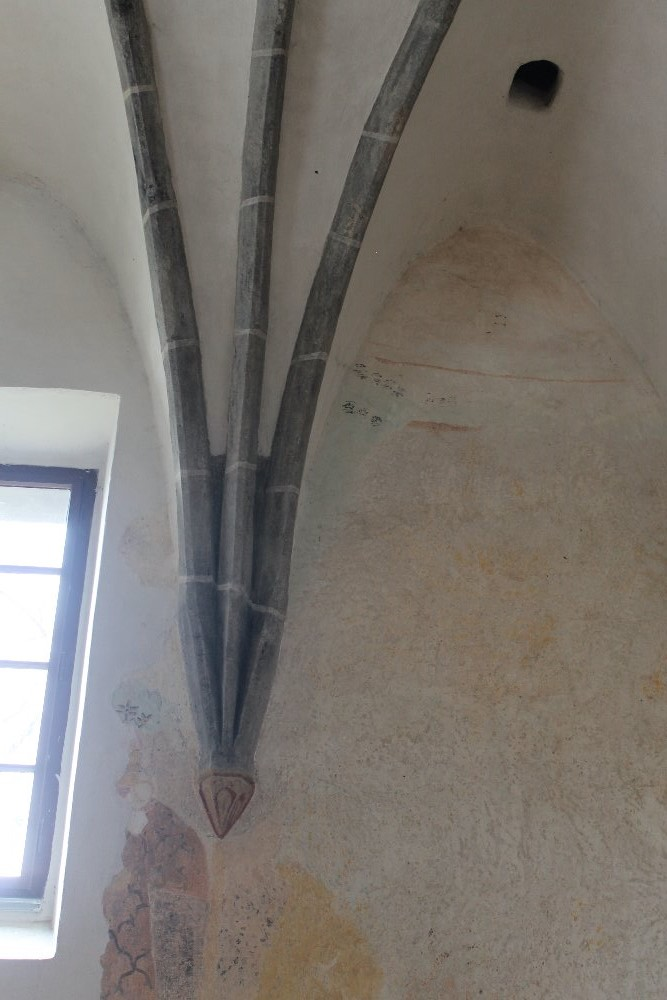
Konzola, výběhy žeber
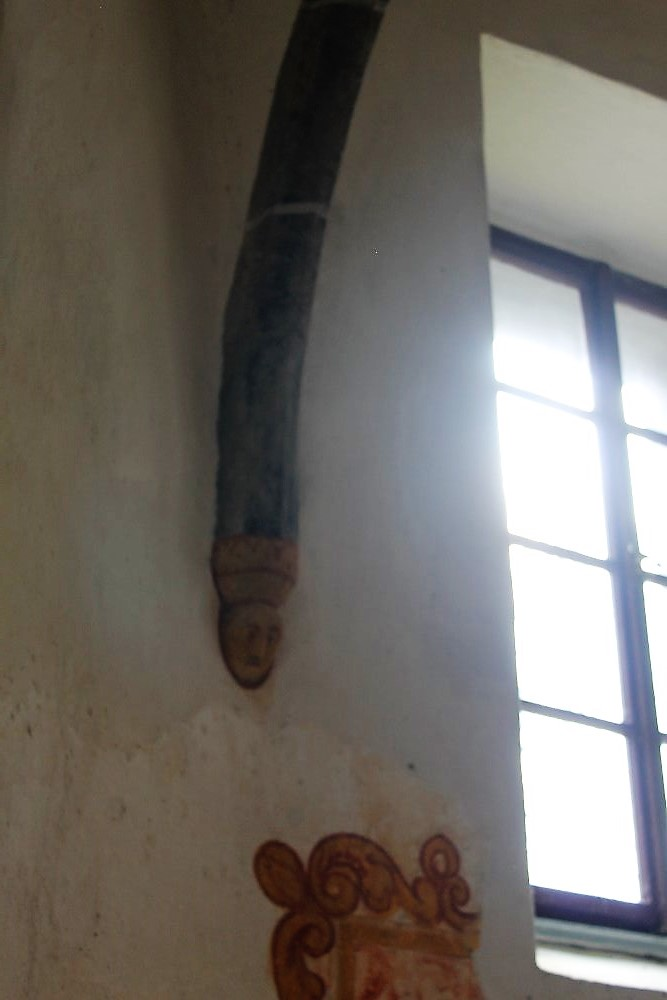
Lidský obličej - maskaron
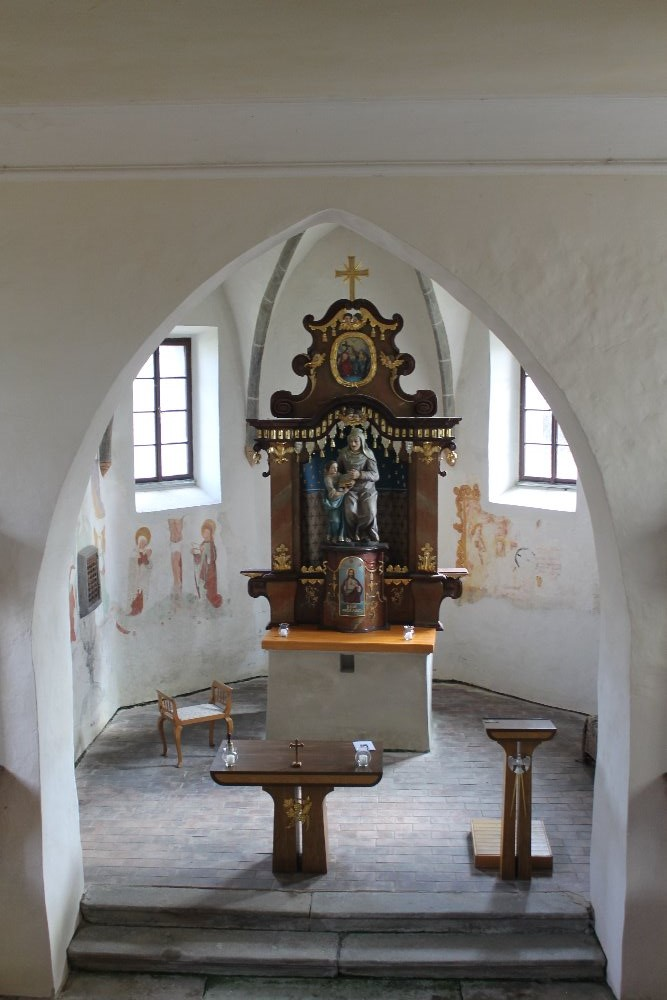
Pohled na presbytář
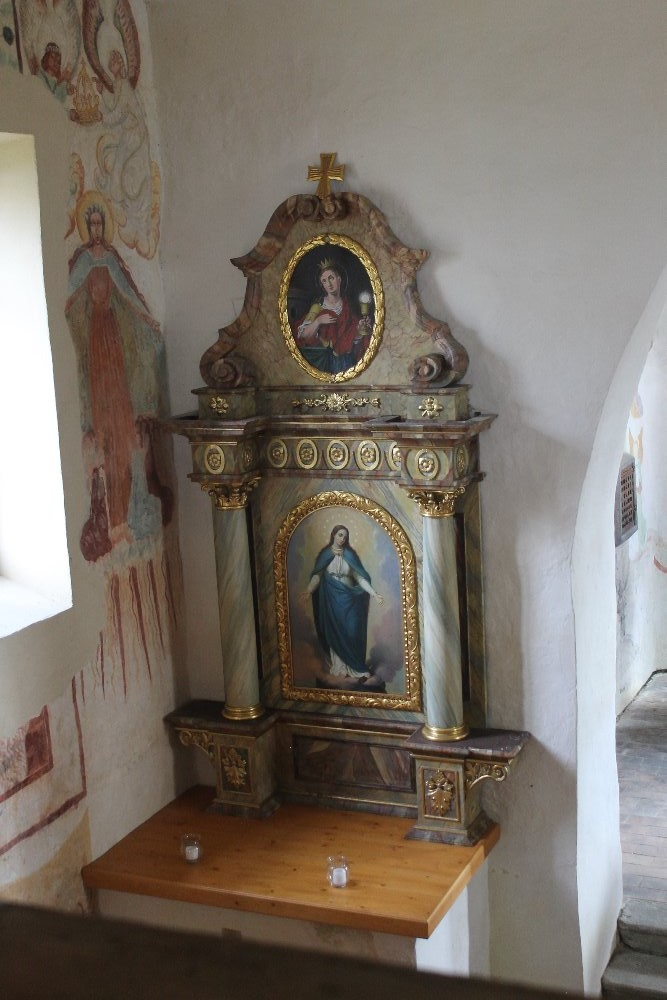
Oltář
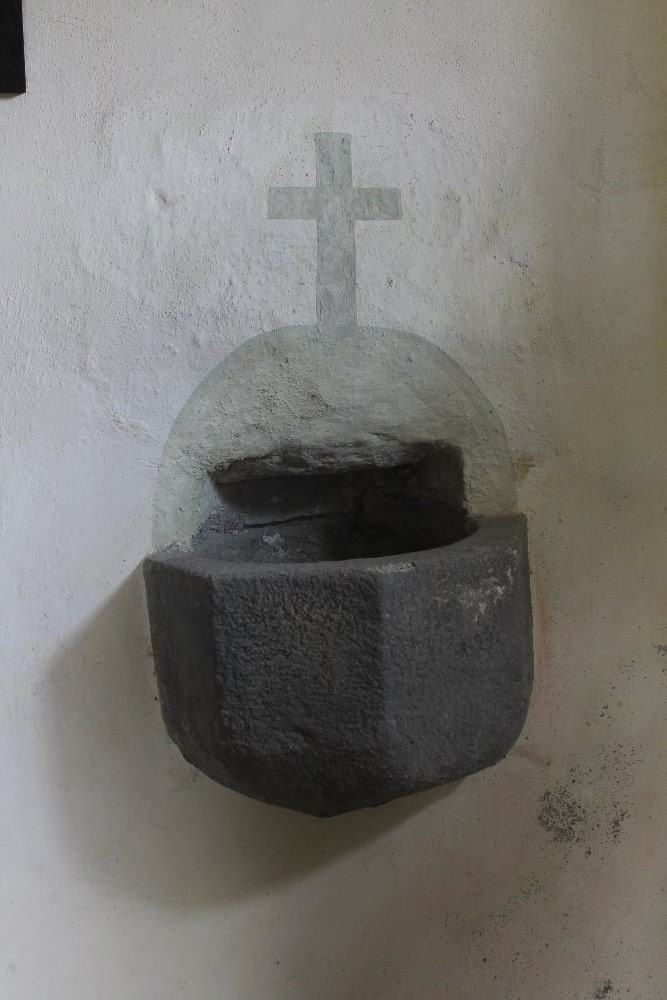
Kamenná křtitelnice
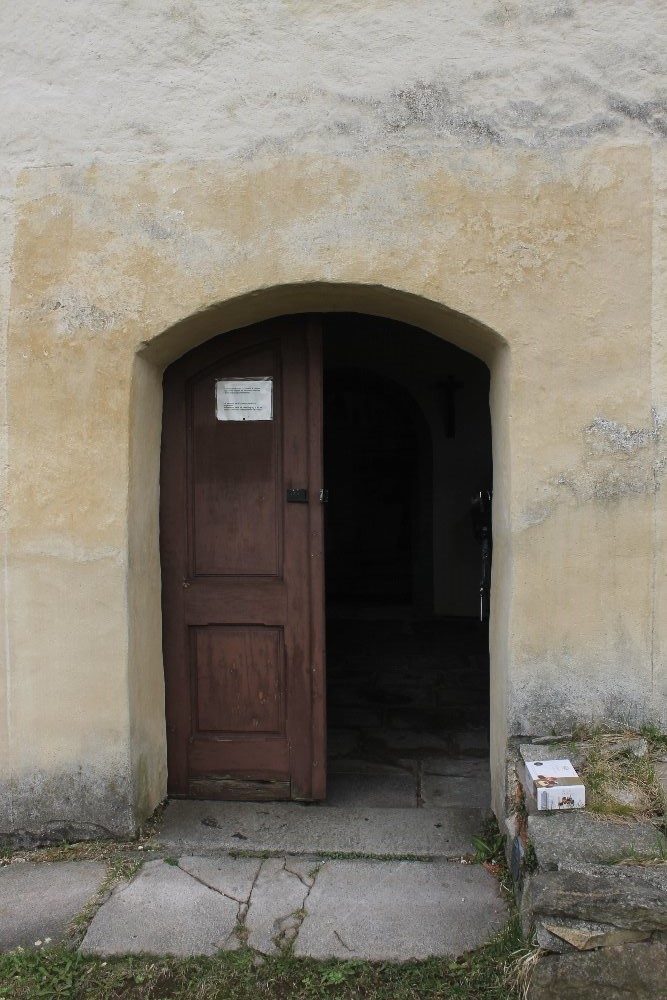
Vstup do kostela

### Exteriér

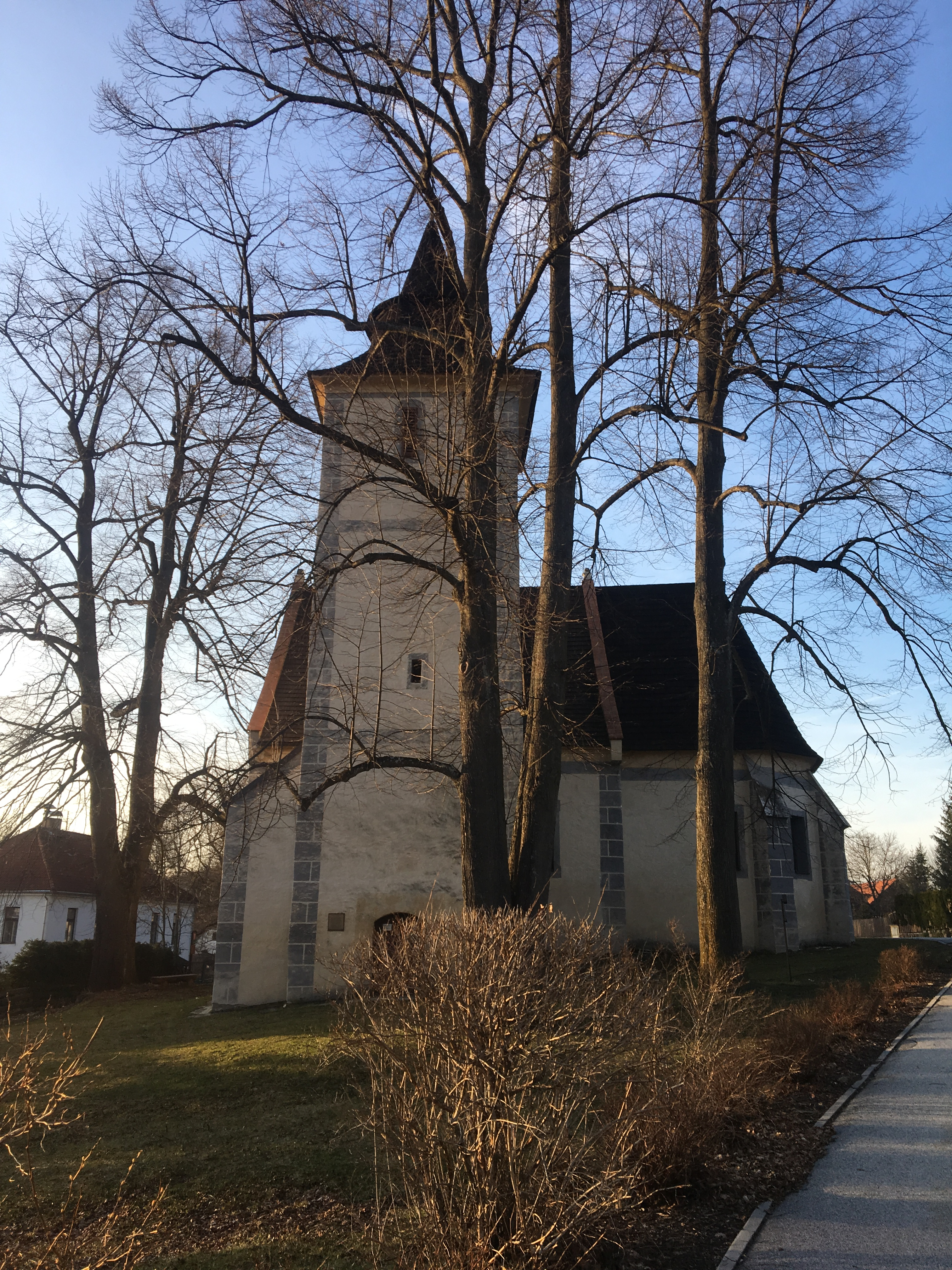
Kostel svaté Anny
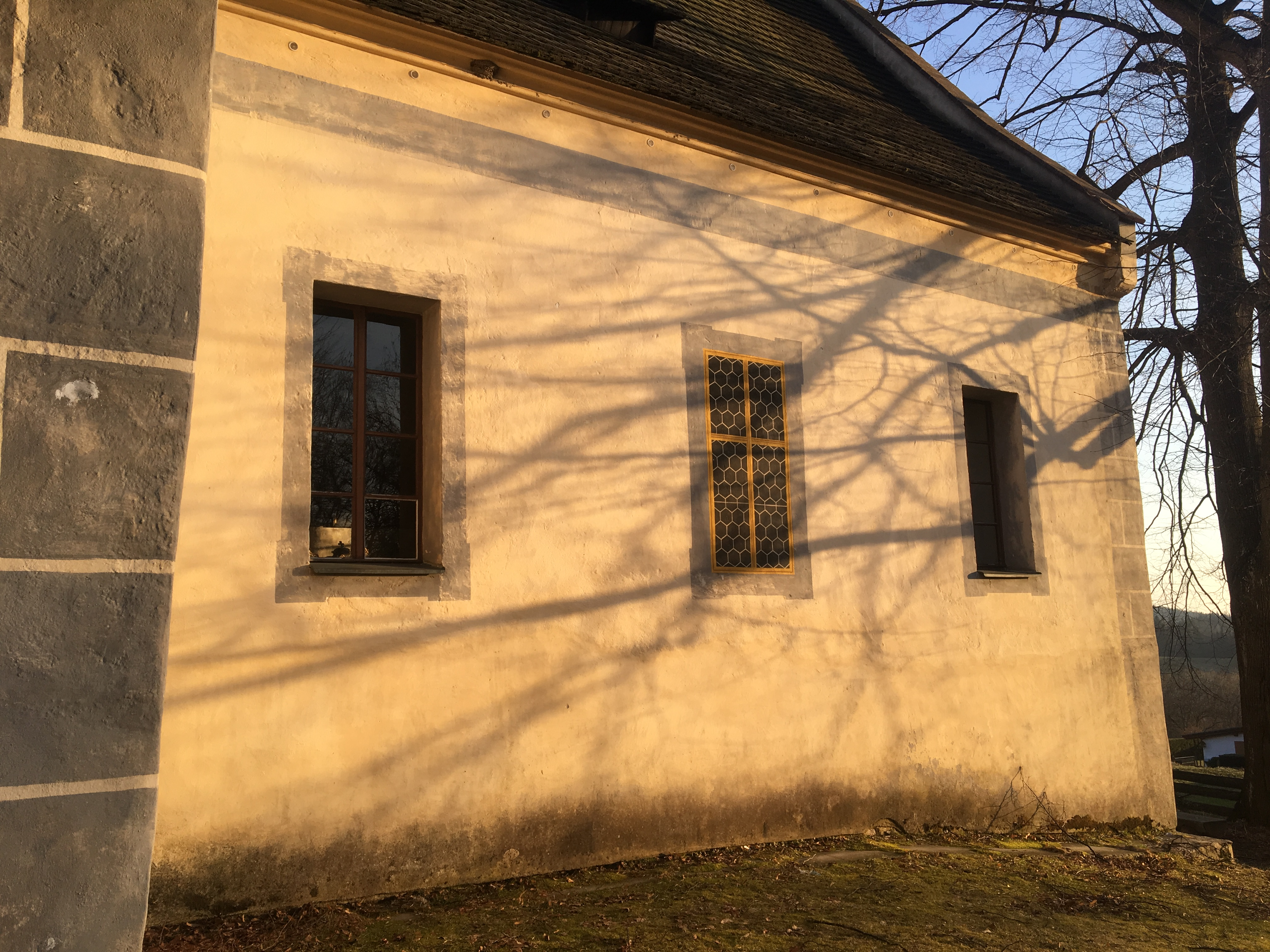
Severní průčelí
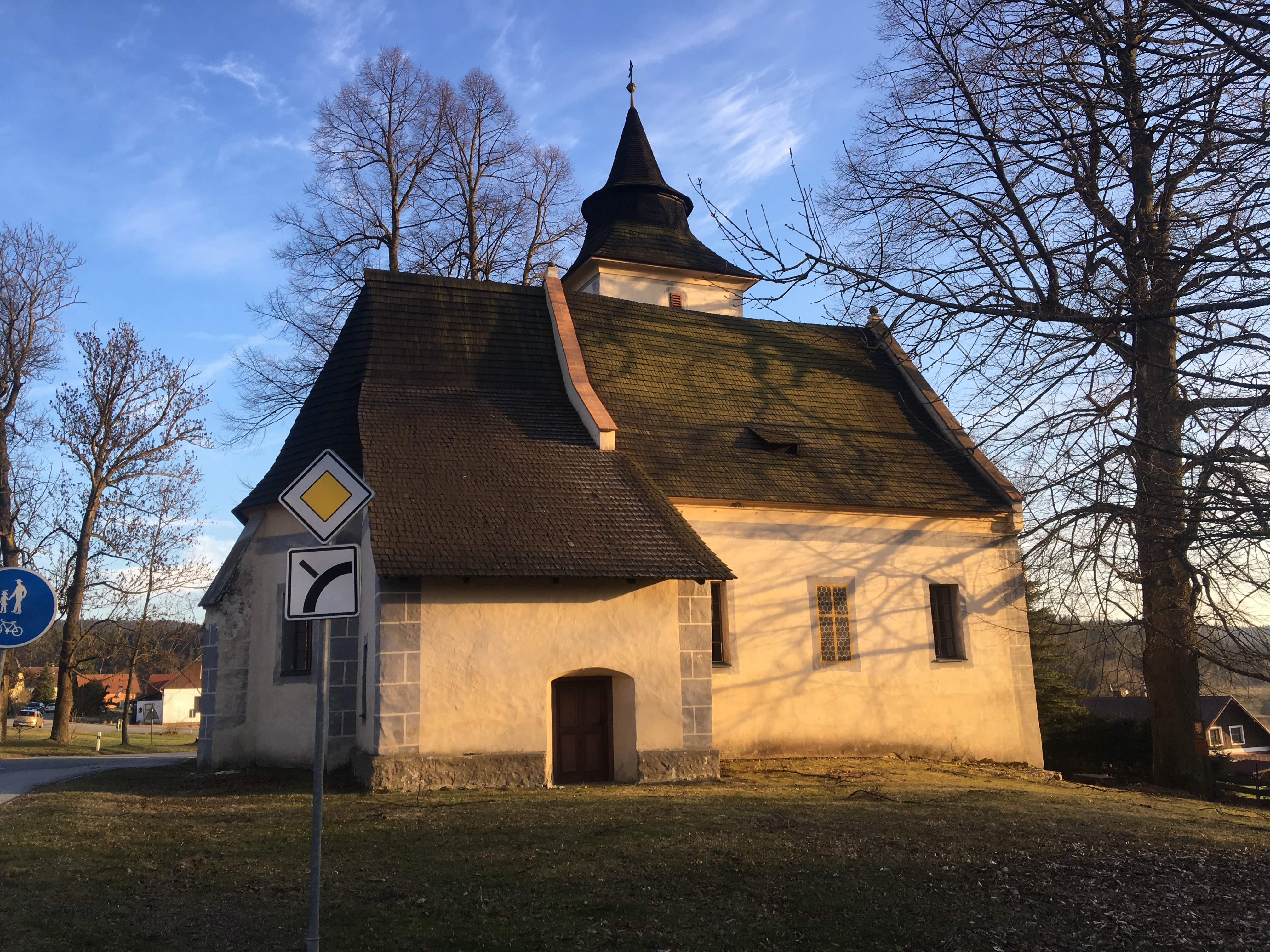
Severní pohled
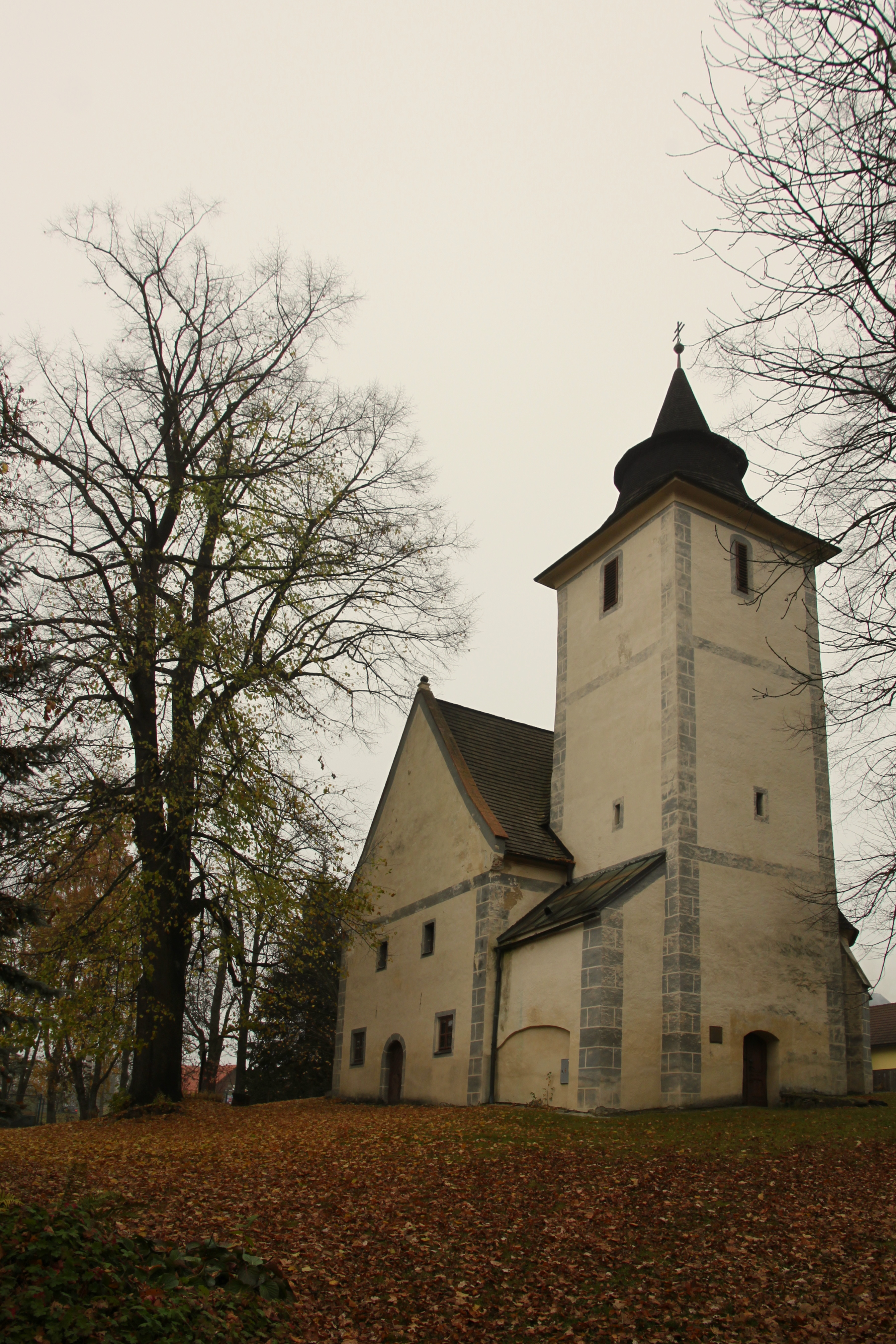
Filiální kostel sv. Anny, Libínské Sedlo
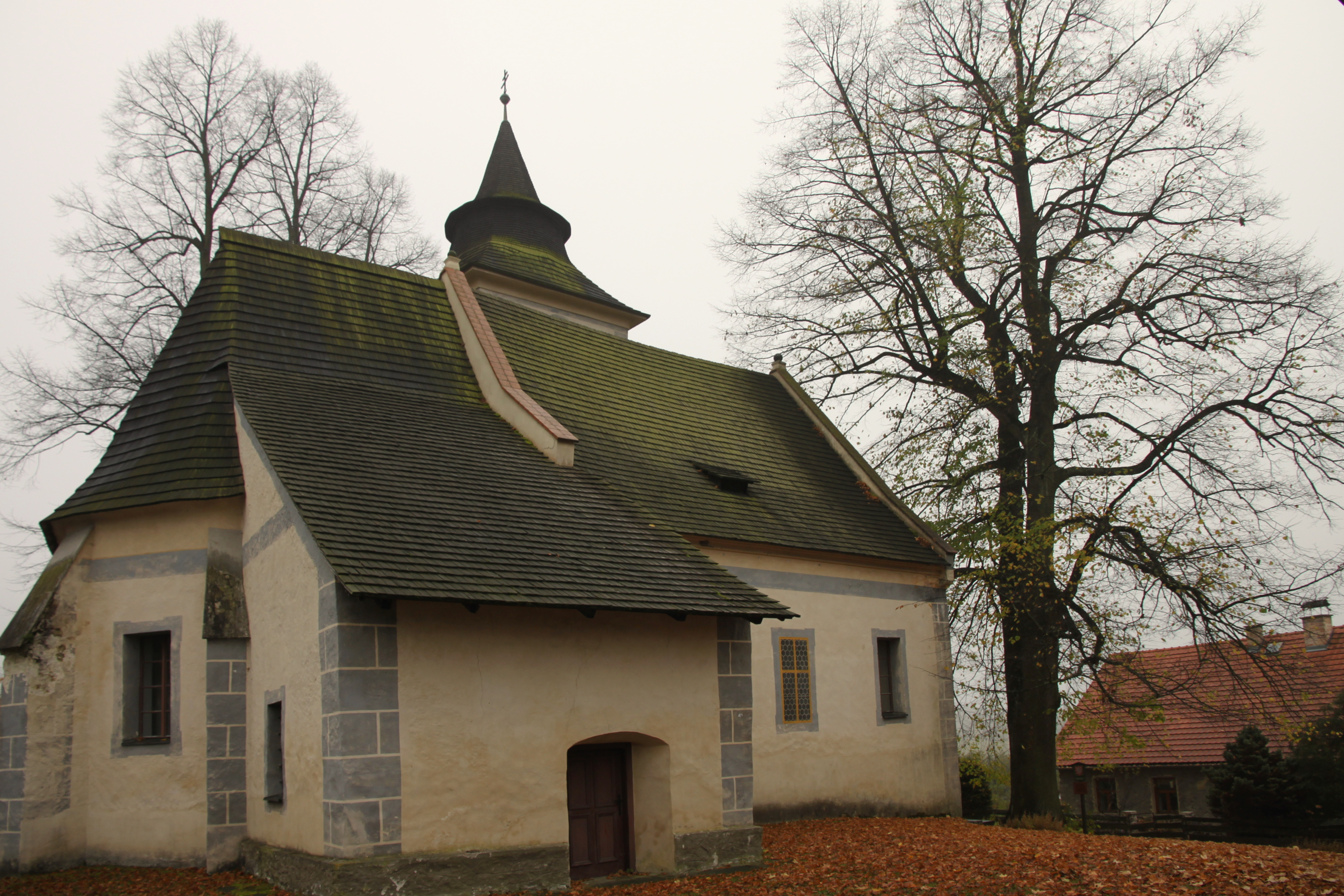
Filiální kostel sv. Anny, Libínské Sedlo